# Buddha di Dushanbe

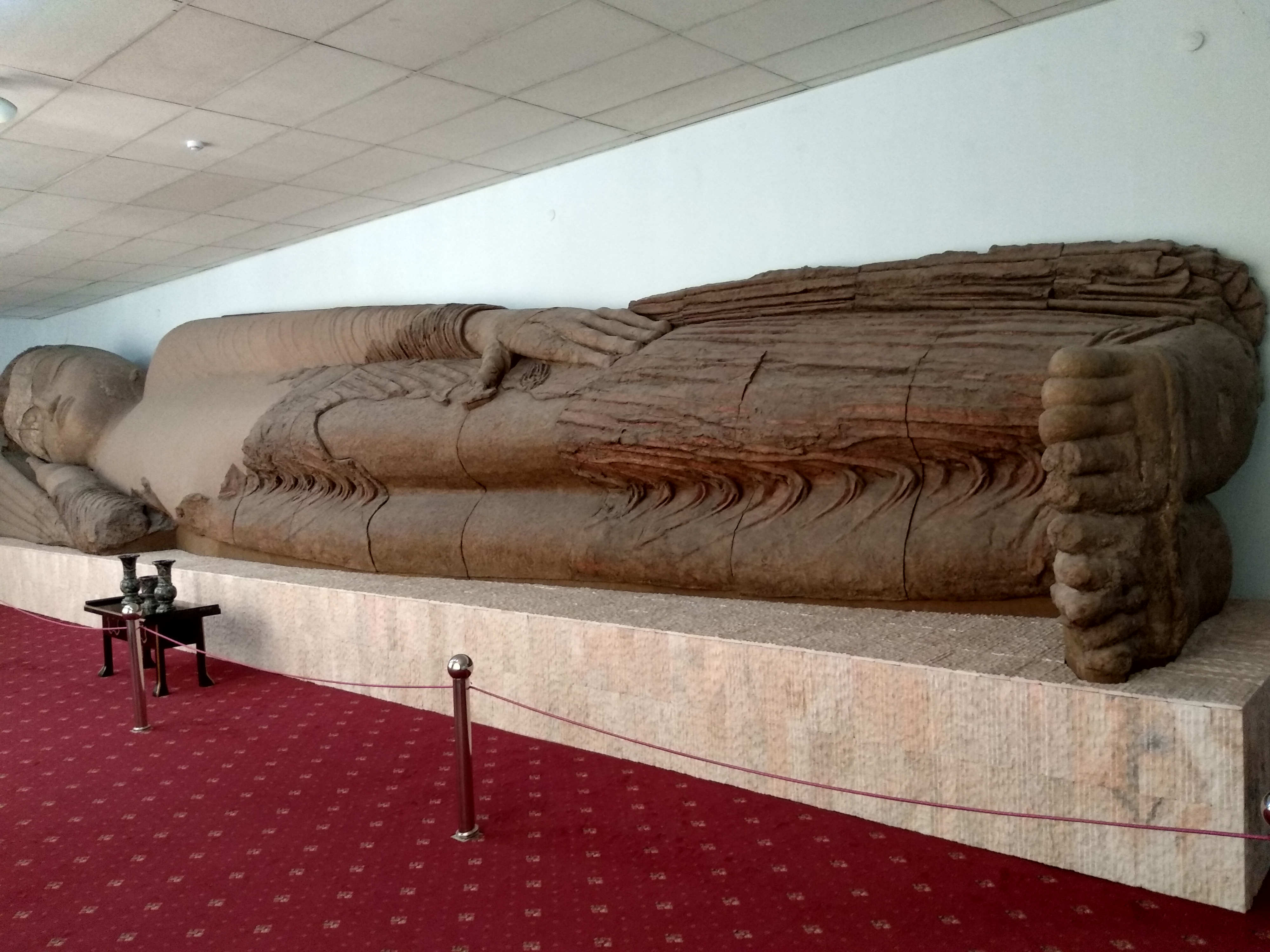
Buddha di Dushanbe

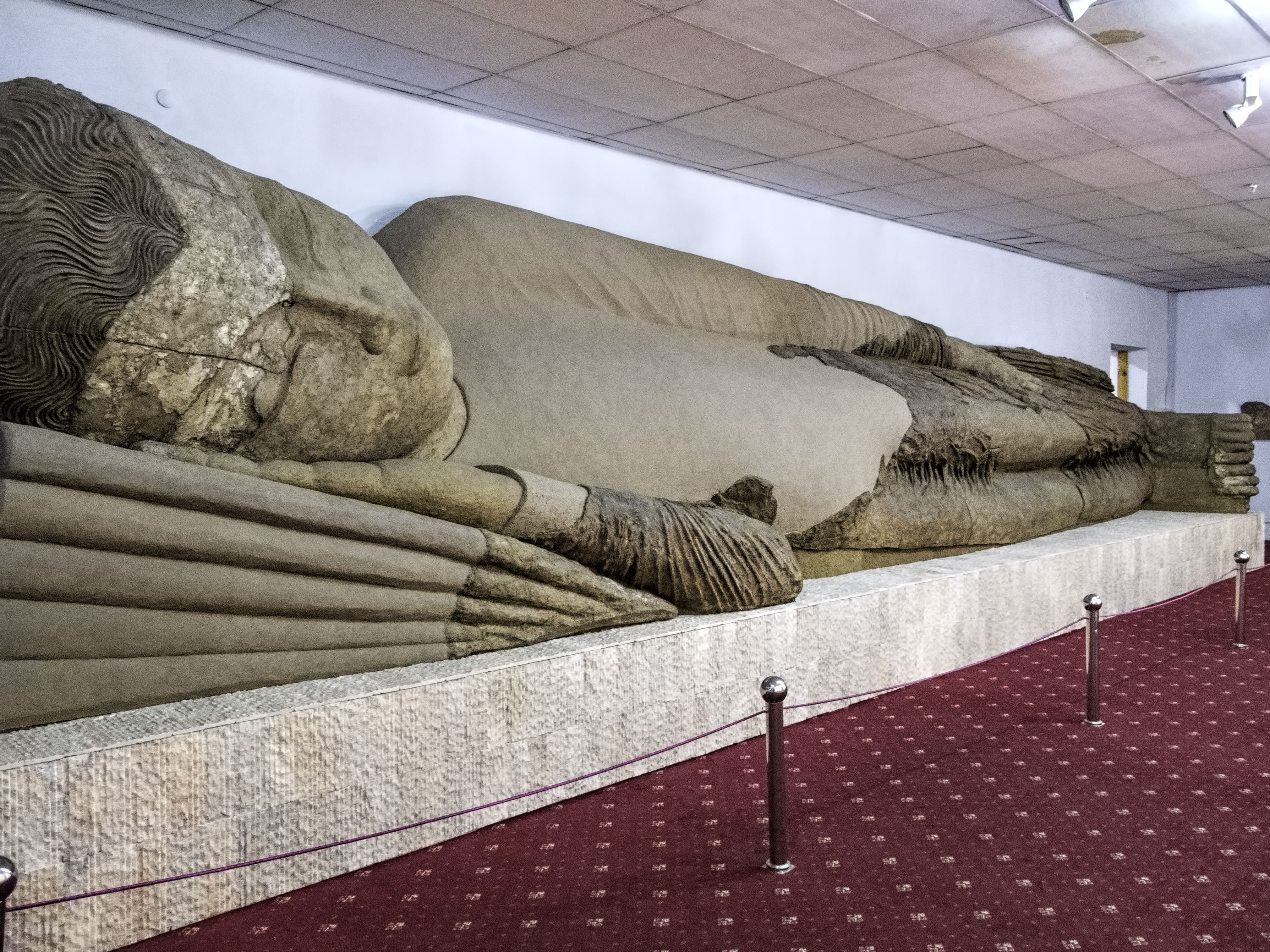
Buddha

Il Buddha di Dushanbe è una grande statua raffigurante il parinirvāṇa di Siddharta Gautama, collocata originariamente nel monastero buddista di Adjina Tepe e attualmente esposta al Museo Nazionale di Antichità del Tagikistan. Dopo la distruzione dei Buddha di Bamiyan (2001) e del Buddha di Kakrak (2002) ad opera dei Talebani, in Afghanistan, rappresenta uno degli ultimi esempi superstiti della fase del gigantismo dell'arte del Gandhāra nell'Asia centrale.

## Scoperta e restauro
La statua, lunga 14 metri, ritrae il Buddha nella tradizionale posa del cosiddetto leone dormiente, ossia coricato sul fianco destro, in attesa dell'estinzione totale o parinirvana. Presenta affinità stilistiche simili alle gigantesche sculture di Bamiyan, che lo fanno rientrare nella fase del gigantismo dell'arte del Gandhara, con chiari influssi greco-romani, specie nel panneggio della veste. 

La gigantesca statua fu ritrovata nel 1959 ad Adjina Tepe (la "collina della strega"), nel sud del Tagikistan, a 20 km ad est della città di Kurgan Tube, ad opera dell'archeologo sovietico Boris Litvinsky, assistito da Tamara Zeymal. Il manufatto era collocato in un'ala di un vasto monastero buddista edificato per volere dei re kushan, che ne fecero un centro religioso situato lungo il tracciato della Via della Seta.

Scavi estensivi nell'area riportarono alla luce una sala per le riunioni dei monaci, un refettorio e un altro ampio locale in cui erano custodite 300 statue di Buddha in argilla. La statua colossale, in pietra rivestita di stucco policromo, fu rinvenuta dagli archeologi in un lungo corridoio del monastero, ingombro di detriti.

La statua, date le sue enormi dimensioni, venne sezionata in 40 blocchi e imballata, pronta per essere spedita all'Ermitage di San Pietroburgo, ma complicazioni burocratiche e il successivo crollo dell'URSS fecero annullare l'operazione.

Il Buddha di Dushanbe venne "riscoperto" dopo la guerra civile in Tagikistan (1992-1997); la successiva distruzione dei Buddha di Bamiyan convinse le autorità locali ad avviare il riassemblamento e il restauro del grande manufatto, con il supporto di archeologi francesi, svizzeri e russi. A restauro ultimato la statua venne collocata definitivamente nel Museo Nazionale di Antichità del Tagikistan, con sede a Dushanbe, e presentata ufficialmente alla stampa nel 2002, dieci anni dopo la proclamazione dell'indipendenza nazionale del Tagikistan.  

## Ipotesi su Xuánzàng
Secondo alcuni studiosi, anche se manca accordo su tale punto, il Buddha di Dushanbe potrebbe essere identificato con la statua descritta dal pellegrino buddhista cinese Xuánzàng intorno al 631 d.C., a ridosso della sua visita ai Buddha di Bamiyan:
(I-Tsing - Hwui Li, Resoconti di viaggio di Xuánzàng, pp. 69-70 ed. Julien.)